# Listă cu primele zboruri
Lista cronologică a primelor zboruri ale omului cu ajutorul aparatelor de zbor.
(Listă incompletă)

## 1880 - 1909
În  August    1884 - Alexander Fjodorowitsch Moshaiski primul zbor cu motor nedirijat (necontrolat), lansare de tip rampa
14. August     1901 - Gustav Albin Weisskopf/Whitehead primul zbor autopropulsat (fara mijloace exterioare) international, cu motor dirijat (controlat)
17. Decembrie  1903 - Frații Wright primul zbor dirijat cu motor (controlat) , lansare de tip "slingshot" (prastie)
23. Iunie      1904 - Frații Wright Flyer III
18. Martie      1906 - Traian Vuia Vuia 1 prima desprindere de sol a unui aparat de zbor autopropulsat.
12. Septembrie 1906 - Jacob Christian Hansen Ellehammer Ellehammer I
23. Octombrie   1906 - Alberto Santos-Dumont "14bis"
12. Noiembrie  1906 - Alberto Santos-Dumont "14bis" primul zbor recunoscut de FIA ca zbor record
13. Ianuarie   1908 - Henri Farman "Voisin-Farman1" primul zbor recunoscut de FIA pe distanța de peste 1 km
8. Iunie      1908 - Roe I
23. Ianuarie   1909 - Blériot XI
6. Aprilie     1909 - Henri Farman Farman III
5. Iunie      1909 - Avro Triplane No. 1
13. Septembrie 1909 - Alberto Santos-Dumonts "Demoiselle"

## 1910 - 1919
28. Martie      1910 - Hydravion primul zbor cu un hidroavion Henri Fabre
Aprilie     1910 - Avro Triplane No. 2
17. Iunie 1910 - Vlaicu I-Aurel Vlaicu
24. Iunie      1910 - Avro Triplane No. 3
30. Iulie      1910 - Bristol Boxkite
16. Decembrie  1910 - Coanda-1910 Henri Coandă primele teste a unui aparat de zbor cu propulsie (reacție)
1. Aprilie     1911 - Avro Type D
19. Iulie      1911 - Avro Curtiss-type
Decembrie  1911 - Duigan Biplane von Avro
3. Martie      1912 - Avro 500/Type E
1. Mai       1912 - Avro Type F
7. August    1912 - Avro Type G
Ianuarie    1913 - Avro 501
28. Mai       1913 - Avro 503
Iulie      1913 - Avro 504
Mai       1914 - Avro 514
Aprilie     1915 - Avro 508
21. Mai       1915 - SPAD A 1
1. Iunie      1915 - Airco D.H.2
Aprilie     1916 - SPAD S.VII
22. Februarie   1916 - SPAD A 4
Mai       1916 - Avro 523
9. Septembrie 1916 - Bristol F.2A
1917 - A.E.G. D I
Martie      1917 - Avro 529
4. Aprilie     1917 - SPAD S.XIII
Juli      1917 - Airco D.H.9
Juli      1917 - Avro 530
5. Juli      1917 - SPAD S.XII
April     1918 - Avro 531
7. August    1918 - Blériot-SPAD S.XX
21. August    1918 - Nieuport-Delage NiD 29
4. Oktober   1918 - Curtiss NC
Dezember  1918 - Avro 533
1919 - Avro 548
April     1919 - Avro 536
30. April     1919 - Avro 534
25. Juni      1919 - Junkers F.13

## 1920 - 1929
1920 - Avro 571
1920 - Cierva C.1 Autogiro
Februarie   1920 - Avro 547
12. Decembrie  1920 - Blériot-SPAD S.33
4. Martie      1921 - Caproni Ca.60
1921 - Avro 555 Bison
1921 - Cierva C.2 Autogiro
1922 - Avro 549
1922 - Cierva C.3 Autogiro
1923 - Avro 560
9. Ianuarie    1923 - Cierva C.4 Autogiro
3. Februar   1923 - Blériot-SPAD S.56
29. April     1923 - Boeing Modell 15/PW-9
9. Mai       1923 - Blériot 115
Iulie      1923 - Cierva C.5 Autogiro
Oktober   1923 - Avro 558
1924 - Avro 562 Avis
Mai       1924 - Cierva C.6A Autogiro
ca. Iunie      1924 - Avro 561 Andover
1925 - Avro 563 Andover
22. Februarie  1925 - de Havilland DH.60 Moth
7. Mai       1926 - Blériot 127
29. Juli      1926 - Cierva C.6D Autogiro/Avro 587
Septembrie 1926 - Avro 581
Aprilie     1927 - Avro 594
Septembrie 1927 - Avro 576/Cierva C.9 AutogiroAvro 576
Novimbrie  1927 - Avro 604 Antelope
Decembrie  1927 - Avro 584 Avocet
7. Ianuarie    1928 - Polikarpow U-2
9. Martie      1928 - A.C.A.Z C.2
11. Iunie      1928 - primul zbor cu om într-o rachetă Lippisch Ente
ca. Iulie      1929 - Avro 618
ca. Iulie     1929 - Avro 619
24. Ianuarie    1929 - Blériot 111
25. Iulie      1929 - Dornier Do X

## 1930 - 1939
Mai       1930 - Avro 624
Iunie      1930 - Avro 621
13. Octombrie   1930 - Junkers Ju 52/3m Wnr.4013, D-2201
21. Decembrie  1930 - Blériot 137
9. Martie     1931 - Blériot 125
17. Octombrie   1931 - Dornier Y
26. Octombrie   1931 - de Havilland DH.82A Tiger Moth
4. Noiembrie  1932 - Beech Model 17 Staggerwing
8. Februarie   1933 - Boeing Model 247
28. April     1933 - Fiat CR.32
1. Iulie      1933 - Douglas DC-1
31. Decembrie  1933 - Polikarpow I-16 Rata (ZKB-12)
Ianuarie    1934 - Avro 642
4. Noiembrie  1934 - Junkers Ju 86, mai târziu V-1 Wnr.4901, D-AHEH
17. Noiembrie  1934 - Heinkel He 111, mai târziu V-1 Wnr.713, D-ADAP
23. Noiembrie  1934 - Dornier Do 17 C, mai târziu V-1 Wnr.256, D-AJUN
28. Martie     1935 - Consolidated XP3Y-1
1. Aprilie     1935 - North American NA-16
15. Aprilie     1935 - Douglas TBD-1 Devastator (Prototyp als XTBD-1)
28. Mai       1935 - Messerschmitt Bf 109 V-1 Wnr.758, D-IABI
15. Iulie      1935 - Dornier Do 18 A, mai târziu V-1 Wnr.253, D-AHIS 
28. Iulie      1935 - Boeing Model 299 (B-17 Flying Fortress)
17. Septembrie 1935 - Junkers Ju 87 V-1 Wnr.4921
5. Octombrie   1935 - Nieuport 160 (1.Prototyp numit mai târziu Nieuport 161)
8. Noiembrie  1935 - Hawker Hurricane
17. Decembrie  1935 - Douglas DC-3 (ca Douglas Sleeper Transport/DST)
10. Februarie   1936 - Fiat BR.20
Martie      1936 - Nieuport 161
4. Martie      1936 - Zeppelin LZ 129 Hindenburg
5. Martie     1936 - Supermarine Type 300 Spitfire (K5054)
10. Mai       1936 - Fieseler Fi 156 V-1 Wnr.601, D-IBXY
3.  Iulie     1936 - Short S.23 Empire(C.23)
28. Septembrie 1936 - Dornier Do 14 Wnr.234, D-AGON 
21. Octombrie   1936 - Junkers Ju 88 V-1 Wnr.4941, D-AQEN
30. Octombrie   1936 - Dornier Do 19 V-1 Wnr.701, D-AGAI
15. Ianuarie    1937 - Beechcraft Model 18
9. Februarie   1937 - Blackburn B-24 Skua
4. Martie     1937 - Junkers EF 61 E-1 Wnr.4931
11. Aprilie     1937 - Junkers Ju 89 V-1 Wnr.4911, D-AFIT
7. Mai       1937 - Lockheed XC-35
16. Iunie      1937 - Airspeed AS 10 Oxford
5. Iulie     1937 - Dornier Do 24 V-3 Wnr.761, D-ADLP
27. Iulie      1937 - Focke-Wulf Fw 200
28. August    1937 - Junkers Ju 90 V-1 Wnr.4913, D-ALUU

16. Octombrie   1937 - Short S.25 Sunderland (K4774)
10. Ianuarie    1938 - Dornier Do 24 V-1 Wnr.760, D-AIBE
2. Octombrie   1938 - Dewoitine D.520
1. Aprilie     1939 - Mitsubishi A6M "Zero"
7. Mai       1939 - Petljakow WI-100 (Prototyp der Pe-3, mai târziu Pe-2)

14. Mai       1939 - Short Stirling
1. Iunie     1939 - Focke-Wulf Fw 190 V-1
20. Iunie      1939 - Heinkel He 176 (avion-rachetă)
27.August   1939 - Heinkel He 178 (Erstflug primul zbor cu un avion cu propulsie și turbină)
25. Octombrie   1939 - Handley Page H.P.57
3.  Decembrie  1939 - Bloch 155
29. Decembrie  1939 - Consolidated XB-24 Liberator
30. Decembrie  1939 - Iljuschin BSch-2 (ZKB-55) (Prototyp mai târziu fabricat in 
serie ca IL-2)

## 1940 - 1949
29. Mai       1940 - Vought XF4U-1/F4U Corsair (cu Prototyp corespunzător)
7. Septembrie 1940 - Blohm & Voss BV 222
27. Octombrie   1940 - Airspeed AS 39 Fleet Shadower
26. Octombrie   1940 - North American NA-73 (Prototyp pentru seria P-51 
Mustang)
25. Noiembrie 1940 - de Havilland DH.98 Mosquito (W4050) (Prototyp)
25. Noiembrie  1940 - Martin B-26 Marauder (40-1361)
29. Noiembrie  1940 - Junkers Ju 288 V-1 Wnr.0001, D-AACS
9.  Ianuarie    1941 - Avro Manchester III (BT308) (Prototyp)
30. Martie    1941 - Heinkel He 280 V-2 cu două propulsoare, fără motor
18. Aprilie     1941 - Messerschmitt Me 262 V-1
15. Mai       1941 - Gloster E.28/39 (primul avion britanic cu propulsie)
27. Iunie    1941 - Douglas XB-19
9. Iulie      1941 - Fieseler Fi 256 V-1 Wnr.001
1. August    1941 - Grumman XTBF-1 Avenger
13. August    1941 - Messerschmitt Me 163A Komet
12. Septembrie 1941 - Airspeed AS 51 Horsa
22. Decembrie  1941 - Fairey Firefly (Z1826)    
14. Ianuari    1942 - Sikorsky XR-4
Martie      1942 - Bloch 157
19. Aprilie     1942 - Macchi MC.205
30. Aprilie     1942 - Fiat G.55
26. Iunie      1942 - Grumman XF6F-3 Helicat (02982)
16. Iulie      1942 - Junkers Ju 290 V-1 Wnr.0001, BD+TX
21. Septembrie 1942 - Boeing B-29 (als Model 345/XB-29)
7. Septembrie 1942 - Consolidated B-32
1. Octombrie   1942 - Bell XP-59A Airacomet (erstes Strahlflugzeug der USA)
15. Noiembrie 1942 - Heinkel He 219 Uhu
9. Ianuarie    1943 - Lockheed L-049 Constellation
5. Martie      1943 - Gloster Meteor (DG206) (1.Prototyp mit Halford H.1 Motoren)  
Aprilie     1943 - Nakajima Ki-84
15. Iunie      1943 - Arado Ar 234V-1 Blitz
20. Octombrie   1943 - Junkers Ju 390 V-1 Wnr.0001, GH+UK
9. Ianuarie    1944 - Lockheed XP-80 Shooting Star (44-83020)
11. Martie      1944 - Blohm & Voss BV 238
12. Iulie     1944 - Focke-Wulf Ta 152 H
28. Iulie     1944 - de Havilland Hornet (RR915)
21. August    1944 - Grumman F8F
10. Septembrie 1944 - Fairchild XC-82 Packet (43-13202)
8. Decembrie  1945 - Bell 47
24. Aprilie     1946 - Jakowlew Jak-15
24. Aprilie     1946 - Mikojan-Gurewitsch MiG-9 (Prototyp numit ca I-300)    
22. Mai       1946 - de Havilland Canada DHC-1 Chipmunk
Iunie      1946 - Northrop YB-35
8. August    1946 - Convair XB-36
16. Iulie     1947 - Saunders-Roe SR.A/1
31. August    1947 - Antonow An-2 (Prototyp numit ca SKh-1)
1. Octombrie   1947 - North American F-86 Sabre (1.Prototyp numit ca NA-140 (XP-86))
2. Noiembrie  1947 - Hughes H-4
23. Noiembrie  1947 - Convair XC-99
17. Decembrie  1947 - Boeing B-47 (Prototyp als XB-47, 46-065)
30. Decembrie  1947 - Mikojan-Gurewitsch MiG-15 (Prototyp numit ca I-310 (Type'S'/S-01))
16. Juli      1948 - Vickers Viscount
16. August    1948 - Northrop F-89 Scorpion (1.Prototyp numit ca N-24 (XP-89))
1. September 1948 - Saab 29 Tunnan
13. Mai       1949 - English Electric/BAC Canberra (1.Prototyp numit 
ca VN799)
27. Iulie     1949 - de Havilland DH.106 Comet I
4. Septembrie 1949 - Bristol Brabazon I
19. Septembrie 1949 - Fairey Gannet
10. Noiembrie  1949 - Sikorsky S-55